# Kurt-Gerhard Klietmann
Kurt-Gerhard Klietmann (né le 12 décembre 1910 à Jüterbog et mort le 24 octobre 1990 à Berlin-Charlottenbourg) est un phalériste allemand.

## Biographie
Kurt-Gerhard Klietmann est le fils du lieutenant-colonel Erich Klietmann et de son épouse Else, née Reuters. En 1931, il obtient son diplôme d'études secondaires à Berlin et y étudie ensuite l'archéologie, l'histoire et les sciences auxiliaires historiques à l'Université Frédéric-Guillaume .
De 1935 à 1939, il travaille au musée de Pergame, à l'arsenal de Berlin et au musée de la Marche de Brandebourg. En 1939, il obtient son doctorat avec une thèse intitulée Das Pilum in der Bewaffnung des römischen Heeres von Polybius bis zum 2. Jahrhundert. Pendant la Seconde Guerre mondiale, il est déployé sur le front de l'Est, où il est blessé à deux reprises.
En 1943, il publie un essai sur la Mongolie pour la Société allemande de politique de défense et des sciences de la défense (de), et en 1941 et 1942, il édite deux écrits du théoricien militaire prussien Carl von Clausewitz.
En 1946, il épouse Annelise Paetzhold, divorcée Faupel.
Après la guerre, il fonde à Berlin son « Institut privé d’études scientifiques ordinaires » et en est le directeur de 1962 jusqu’à sa mort. Avec Ottfried Neubecker, il rédige le lexique de l'ordre pour le compte de la Société internationale d'études scientifiques religieuses, connu sous le nom d'ouvrage standard « Klietmann-Neubecker ». Klietmann est , entre autres, membre de l'association Herold Berlin et de la Société héraldique-généalogique « Adler » (de) de Vienne.
L'association Herold détient depuis 1991 la collection Klietmann de l'Institut d'études scientifiques ordinaires.
De 1951 à 1957, il est rédacteur en chef de l'Archiv für Ordenskunde, de 1958 à 1960 de l'Ordenskunde, Beiträge zur Geschichte der Auszeichnungen, qu'il édite jusqu'en 1983. À partir de 1956, il est rédacteur en chef de la revue Das Ritterkreuz, le bulletin d'information de l'ordre des récipiendaires de la Croix de Chevalier.
En tant qu'invité de la section « Histoire de la guerre » de l'Organisation des anciens combattants SS, Klietmann donne une conférence à la 11e Conférence fédérale de la HIAG en 1964 sur l'état de l'élaboration et de la transmission des fichiers SS. Il se prononce en faveur de la participation des vétérans SS à l'historiographie de la Waffen-SS : « C'est à eux d'ériger le même monument [comme l'Iliade et l'Odyssée » d'Homère ou le « De bello Gallico » de César ] pour leurs troupes. . ". La documentation de Klietmann sur la Waffen-SS, publiée en 1965 par le magazine HIAG "Der Freiwillige (de)", ne contient aucune critique de la Waffen-SS et des actions des différentes unités SS, selon l'historien Martin Cüppers (de).

## Prix
- 1986 : Croix fédérale du mérite sur ruban

## Travaux
- Der Degen adelt. Deutsche Worte. Kumm, Offenbach-sur-le-Main, 1935.
- Die Mongolei geographisch, historisch, politisch. In: Abhandlungen der Deutschen Gesellschaft für Wehrpolitik und Wehrwissenschaften. Folge 11, 1. Société allemande de politique et de sciences de la défense (de), Berlin, 1943, p. 601–608.
- 10 Jahre Deutsche Gesellschaft für Wehrpolitik und Wehrwissenschaft. Société allemande de politique et de sciences de la défense, 1943
- Die Abzeichen und Feldzeichen der Freiwilligen-Verbände des Heeres und der Waffen-SS im Kriege. Dans: Uniformen-Markt (de). Heft 4, 1944, p. 7.
- avec Ottfried Neubecker, Ordens-Lexikon. 3 parties. Die Ordens-Sammlung, Berlin, 1951, 1962, 1964.
- mit Ottfried Neubecker: Für Tapferkeit und Verdienst. Ein Almanach der von Deutschland und seinen Verbündeten im ersten und zweiten Weltkrieg verliehenen Orden und Ehrenzeichen. Schild (de), Munich, 1954.
- Ordenskunde – Beiträge zur Geschichte der Auszeichnungen. 56 Teile. Die Ordens-Sammlung, Berlin 1958–1983.
- Die Deutsche Wehrmacht 1934 bis 1945. 50 Teile. Die Ordens-Sammlung, Berlin 1960–1964.
- Die Waffen-SS. Eine Dokumentation. Der Freiwillige, Osnabrück 1965.
- Pour le mérite und Tapferkeitsmedaille. Die Ordens-Sammlung, Berlin 1966.
- Deutsche Auszeichnungen. Die Ordens-Sammlung, Berlin.
  - Volume 1. 1957. 3e édition 1971.
  - Volume 2. Deutsches Reich: 1871–1945. 1971.
  - Volume 3. Anhalt. 1972,  (ISBN 3-87778-120-9).
- Das Institut für wissenschaftliche Ordenskunde. In: Genealogie. Volume 12, 1974,  (ISSN 0016-6383), p. 282–283.
- Phaleristik. Volume 1. Rumänien. Die Ordens-Sammlung, Berlin 1975,  (ISBN 3-87778-400-3).
- Die Fahnen der Haupt-Kadetten-Anstalt von 1717 bis 1965. Zentralkartei Ehem. Kgl. Preuss. u. Kgl. Sächs. Kadetten, Uedorf bei Bonn, 1975.
- Auszeichnungen des Deutschen Reiches. Motorbuch, Stuttgart 1981. 11e édition, 2004,  (ISBN 3-87943-689-4).
- Der Verdienstorden der Preussischen Krone. Dans: Orden-, Militaria-Magazin. 28, 1989.  (ISSN 0722-7930)
- Staatlich-zivile Auszeichnungen. Motorbuch, Stuttgart 1990,  (ISBN 3-613-01300-2).

éditeur et rédacteur
- Carl von Clausewitz: Ich glaube und bekenne. Maximilian-Gesellschaft, Potsdam-Babelsberg 1941.
- Carl von Clausewitz: Ein Brevier. Kumm, Offenbach-sur-le-Main 1942.
- Der Degen adelt. Deutsche Worte Kumm, Offenbach-sur-le-Main 1942.
- Louis Schneider (de), Die preussischen Orden, Ehrenzeichen und Auszeichnungen. Volume 1. Das Buch vom Eisernen Kreuze. Die Ordens-Sammlung, Berlin, 1971.